# El diario rojo
El diario rojo es una película española de 1982 escrita y dirigida por Juan Carlos Olaria. Permaneció inédita durante 37 años hasta que se estrenó en mayo de 2019 en Barcelona.

## Sinopsis
Juan (Joan Estrada) y Ana (Anna Sales) sufren una crisis matrimonial. El embarazo de Ana debería armonizar su futuro, pero la esterilidad de Juan provocará un torbellino de emociones inesperadas. 

## Reparto
- Joan Estrada como Juan.
- Anna Sales como Ana.
- Jaume Pirineos como Jaime.
- Juan Carlos Olaria como Médico.
- Sandra Ros como Prostituta.
- Santiago Lapeira como Amigo.
- Loly Soria como Secretaria.
- Maria Quiros como Enfermera 1.
- Teresa Valdés como Enfermera 2.
- Rosa Maria García como Dependienta.
- Vicente Gil como Jefe.
- Charo Fuster como Chica en el puente.
- Carlos Morales como Bebé.
- Carles Velat como Atacante.

## Producción
Tras dirigir El hombre perseguido por un  O.V.N.I. de 1976, Juan Carlos Olaria cambió de registro y rodó en blanco y negro El diario rojo, una claustrofóbico drama sobre la crisis de una pareja.  La película fue mostrada a muy pocas personas, entre ellas al fundador de Lauren Films, Antoni Llorens, cuyas desmoralizantes palabras hicieron que el director descartara cualquier posibilidad de estreno, manteniéndose inédita hasta día de hoy.

"Sólo se la enseñé a un distribuidor, que fue Llorens, de Lauren en Barcelona. No le gustó y me desanimé. No la ha visto nadie más. Porque claro, la película es en blanco y negro, muy hermética, no busca ningún tipo de concesión. No creo que sea muy comercial. Hay una escena al final que es bastante impresionante, en la que el marido (su mujer ha sido violada violentamente y él es estéril) se da cuenta de que el niño no es suyo, y lo quiere destruir… Es bastante impresionante el final. Ahora, yo no sé si en el cine me echarán tomates o me aplaudirán".

El actor protagonista fue Joan Estrada, agitador cultural de Barcelona, y rostro habitual en el programa de televisión Toni Rovira y Tú presentado por Toni Rovira. Aparece como actor Santiago Lapeira, director de películas como El invernadero de 1983 o Asalto al Banco Central de 1983. El propio director Juan Carlos Olaria aparece interpretando al médico de la película, apareciendo en los créditos como Carles Olaria.
Durante 2013 se anunció vía micromecenazgo el proyecto Olaria, un documental dirigido por Manel Bocero y Néstor F que pretendía rescatar la figura del director. El estreno del documental incluía el futuro estreno de El diario rojo. Finalmente el micromecenazgo no consiguió su objetivo económico y actualmente el proyecto del documental busca otras vías de financiación. 

"Es un drama en blanco y negro que Juan Carlos filmó en 1982. El filme reflexiona sobre el machismo y las consecuencias que conlleva cuando va relacionado con una infertilidad masculina mal llevada. Nunca ha sido exhibido a causa de la inseguridad de Juan Carlos de poder hacer un estreno que promocione el film tal y como cree que ha de hacerse. Uno de los puntos culminantes que están previstos para este documental es la organización de una presentación del filme El diario rojo para que Olaria pueda enfrentarse a parte de las cosas que teme, una de ellas, la reacción del público. ".

Para señalar en un momento dado el paso del tiempo, su director reutilizó imágenes que había tomado de la gran nevada de la Navidad de 1962 en Barcelona.

## Estreno
Después de permanecer 37 años inédita, El diario rojo se estrenó el sábado 4 de mayo de 2019 en los Cines Zumzeig de Barcelona. A la proyección asistieron el director Juan Carlos Olaria y el actor protagonista Joan Estrada. Entre el público del pase se encontraban el presentador Toni Rovira, el cineasta Carlos Benpar, el crítico de cine Pere Vall o la actriz Amparo Moreno. 
El acto estuvo presentado por el cineasta Pere Koniec que moderó una charla en la que se explicaron varias anécdotas hasta entonces inéditas.
- La voz de la protagonista Anna Sales fue doblada por la periodista Julia Otero.
- El personaje del atacante estuvo interpretado por el actor Carles Velat, que no aparece en los títulos de crédito.
- Para el casting el film, el director publicó un anuncio en La Vanguardia al que se presentó el actor Francesc Orella.
- El actor Vicente Gil, popular por la serie de televisión La que se avecina, aparece brevemente en el papel de El Jefe.
- El film muestra un parto real filmado de forma íntegra en el Hospital Clínico de Barcelona.
- Durante la escena final suena la Sinfonía N° 7 en La Mayor op.92 de Ludwig van Beethoven, tema musical que también aparece al final del film Irreversible de Gaspar Noé.

## Restauración
El 26 de octubre de 2021, la Filmoteca Española proyectó en el Cine Doré la película El diario rojo, en una copia digitalizada para la ocasión. El acto estuvo presentado por Álex Mendíbil y el protagonista de la cinta Joan Estrada.

Tanto el audio como la imagen se digitalizaron con el escáner Blackmagic. Se realizó un ajuste general del contraste y, posteriormente, de dos secuencias en particular: una de ellas por aparecer excesivamente oscura en origen y la otra por tener apariencia muy lavada. Se decidió no realizar etalonaje por planos para no desvirtuar la obra, considerando que la falta de continuidad forma parte de la obra original y aporta información sobre las condiciones en que se realizó tanto la filmación como la copia. Se repararon cinco fotogramas que se encontraban dañados con el software MTI correct por interpolación. Respecto al audio, se utilizó Izotope RX6 para eliminar clicks, reparación espectral del siseo de fondo y reecualización para mejorar la inteligibilidad y filtrado de frecuencias altas.

El 27 de noviembre de 2021, la Cinemateca Portuguesa proyectó El diario rojo dentro del ciclo Mostra Espanha, una selección de películas españolas clásicas que incluía Esa pareja feliz (Luis G. Berlanga y Juan Antonio Bardem, 1951) y Manicomio (Fernando Fernán Gómez y Luis M. Delgado, 1953).
Entre el 2 de enero y el 2 de febrero de 2023, la Filmoteca Española recuperó El diario rojo en la sección Flores en la sombra, una iniciativa online que permite acceder durante un tiempo limitado a materiales exclusivos.

“Flores en la sombra” abre el 2023 recuperando una película paradigmática del espíritu que anima estas sesiones. Rodada de forma absolutamente independiente y con un escasísimo presupuesto, Juan Carlos Olaria se embarcó en 1982 en la producción de El diario rojo como respuesta a las críticas de su anterior largometraje, El hombre perseguido por un OVNI. Confiando en que al alejarse de su querida ciencia ficción tendría mejor fortuna, el director zaragozano optó por un drama urbano sobre una pareja que, antes las dificultades para tener un hijo, se ve sumida en constantes tensiones. Sin embargo, antes de que llegase a exhibirse, un productor le hizo una crítica tan demoledora que optó por guardar la película en un cajón y olvidarse de ella. Casi cuarenta años después, tras tener finalmente estreno en una sala de Barcelona, El diario rojo fue digitalizada en los laboratorios de Filmoteca Española y proyectada por primera vez en Madrid, en una sesión de «Sala:B» del Doré. Ahora llega a nuestras sesiones online para recordar que la historia del cine está llena de trabajos que, por razones tan humanas como industriales, han permanecido (o permanecen) en la sombra.